# Historia Austrii
Historia Austrii – tereny obecnej Austrii były zamieszkane w okresie starożytności przez plemiona celtyckie. W I wieku p.n.e. większość jej obszaru zostało podbite przez Cesarstwo Rzymskie, następnie Austria była częścią Cesarstwa zachodniorzymskiego. W średniowieczu była częścią I Rzeszy niemieckiej. Najdłużej, bo od drugiej połowy XIII wieku do 1918 roku rządzona była przez dynastię Habsburgów. W latach 1867–1918 wchodziła w skład Austro Węgier. Od rozpadu monarchii Austro-Węgier jest republiką, od 1995 roku członek Unii Europejskiej.

## Celtowie i Rzymianie na ziemiach austriackich
Początki osadnictwa sięgają na tym obszarze 5000 lat p.n.e. W starożytności obszar dzisiejszej Austrii były zamieszkiwane przez plemiona celtyckie około 500-200 p.n.e., które tworzyły tutaj swoje państwo zwane królestwem Noricum. W czasie podbojów rzymskich obszar wszedł bezpośrednio pod panowanie cesarstwa w 15 p.n.e. W 41 n.e. rzymski cesarz Klaudiusz nadał temu obszarowi status prowincji rzymskiej, którą nazwano Noricum. Stolicą prowincji zostało miasto Virunum. Rzymianie założyli w miejscu dzisiejszej stolicy Austrii, obóz warowny nazwany Vindoboną.

## Średniowiecze
W czasie upadku cesarstwa co zapoczątkowało Wielką wędrówkę ludów w IV wieku n. e., terytorium Austrii zostało zajęte przez Bawarów, następnie Awarów. Obszar, co najmniej, obecnej Dolnej Austrii był zasiedlony przez Słowian, o czym świadczy do dziś toponimia. W 778 została utworzona Marchia Wschodnia (Ostmark) w państwie frankijskim Karola Wielkiego, co zapoczątkowało chrystianizację tych ziem. Po upadku monarchii Karola Wielkiego, obszar ten przypadł na mocy traktatu w Verdun w 843 roku państwu wschodniofrankijskiemu Ludwika Niemieckiego syna Ludwika I Pobożnego wnuka Karola Wielkiego.
W 909 roku obszar Austrii został najechany przez Węgrów. Po ich klęsce w bitwie na Lechowym Polu w 955 roku ziemie Marchii Wschodniej ustabilizowały się. Od ok. 975/976 Marchią zaczęli władać Babenbergowie którzy zostali mianowani władcami Marchii Wschodniej.
Pierwszy władca z tej dynastii, Leopold I Babenberg zmarł w 994 roku. Jego następcą został Henryk I. Babenbergowie rządzili Austrią do 1246 r. Do 1276 Austrią rządził Przemysł Ottokar II z dynastii czeskich Przemyślidów, a po nim władzę uzyskał Rudolf I z dynastii Habsburgów.
Za rządów dynastii Babenbergów Austria zaliczana była do mniej znaczących państw Europy Środkowej. Zdobyli na krótko wpływy w pobliskiej Bawarii w latach 1139–1156, uzyskali również tytuł książęcy dla swojej władzy w Austrii w 1156 roku, który nadał Henrykowi II Fryderyk Barbarossa. Prowadzili swoją politykę dynastyczną o czym świadczy fakt wydania za mąż córki Leopolda III Świętego za Władysława Wygnańca księcia polskiego z dynastii Piastów, syna Bolesława Krzywoustego i Zbysławy Kijowskiej z ruskiej dynastii Rurykowiczów pomiędzy 1125 rokiem a 1127 rokiem. Małżeństwo było zawarte w celach politycznych, bowiem wzmocniło opozycję do niemieckiego rodu Hohenstaufów. Władcy austriaccy brali również udział w wyprawach krzyżowych. Leopold VI Sławny uczestniczył w krucjacie przeciwko Albigensom i V krucjacie. Babenbergowie za jego rządów byli pośrednikami w sporze Fryderyka II z papieżem. Jego następcą był ostatni z Babenbergów Fryderyk II Bitny syn Leopolda VI i bizantyjskiej księżniczki Teodory Angeliny. Prowadził wojny z Czechami, Węgrami i przejściowo z Fryderykiem II. Po jego śmierci w 1246 roku podczas bitwy nad rzeką Litawą rozpoczęły się walki o panowanie w Austrii, którą od 1276 roku rządził przedstawiciel czeskiej dynastii Przemyślidów Przemysł Ottokar II. Lecz wskutek śmierci w 1278 roku odniesionej w bitwie pod Suchymi Krutami, stracił panowanie nad Austrią, która przeszła pod panowanie Habsburgów na 640 lat.

## Początki panowania Habsburgów

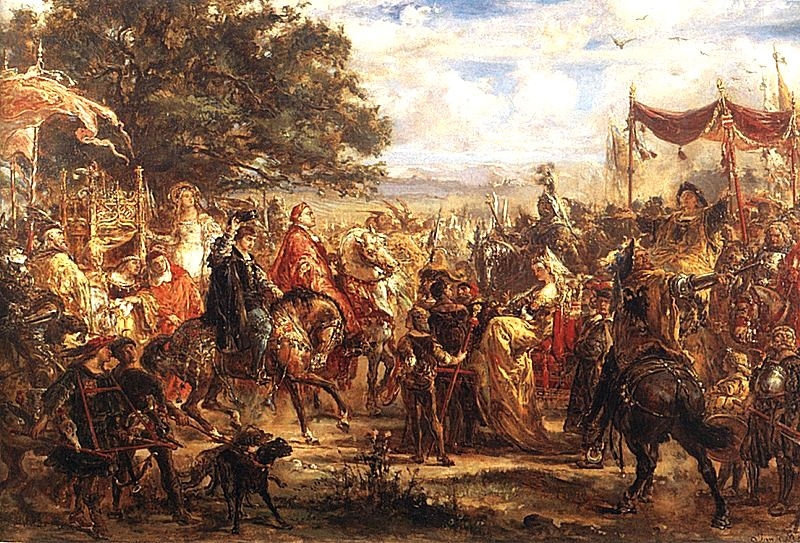
Jan Matejko, Zjazd królów Jagiellonów z cesarzem Maksymilianem pod Wiedniem, 1879

Panowanie Habsburgów w Austrii zaczynał zwycięzca spod Suchych Krut Rudolf I Habsburg. Następcą Rudolfa został Albrecht I Habsburg, który próbował przejąć władzę w Czechach i zostać cesarzem. Habsburgowie prowadzili politykę dynastyczną, czego rezultatem było m.in. małżeństwo Elżbiety Rakuszanki z królem polskim Kazimierzem Jagiellończykiem. Prowadzili politykę dążącą do zdobycia tronów dla własnej dynastii, czego skutkiem były traktaty z Wiednia z 1515 roku pomiędzy nimi a Jagiellonami. Wskutek klęski wojsk Ludwika II pod Mohaczem w 1526 roku państwo Habsburgów stało się jednym z najpotężniejszych państw w Europie, ponieważ śmierć króla Węgier spowodowała, że wkrótce ziemie Czech i Węgier dostały się pod panowanie Habsburgów. Jej przedstawiciel cesarz Karol stał się jednym z najpotężniejszych władców, a zarazem głównym obrońcą jedności katolickiej. Wskutek niepowodzeń musiał on abdykować w 1556 roku po pokoju w Augsburgu w 1555 roku. Podzielił on swoje państwo na dwie części pomiędzy syna Filipa II i brata Ferdynanda, który otrzymał Austrię wraz z przyległymi ziemiami. Tym samym nastąpił podział dynastii Habsburskiej na dwie części hiszpańską i austriacką. W 1564 r. cesarz podzielił austriackie ziemie Habsburgów pomiędzy swoich synów. Austrię otrzymał Maksymilian II, późniejszy cesarz, król Węgier i Czech. Styrię, Karyntię i Karniolę odziedziczył arcyksiążę Ferdynand II, a Tyrol i szwabskie posiadłości Habsburgów arcyksiążę Karol. Maksymilian II władca Austrii w swojej polityce działał jako cesarz w Niemczech, prowadził wojnę z Turcją z którą w 1568 roku zawarł rozejm z rządem sułtana Selima II na mocy którego Habsburgowie mieli płacić trybut Turkom. Próbował zdobyć tron elekcyjny dla dynastii w Rzeczypospolitej. W pierwszej wolnej elekcji jego syn Ernest nie został wybrany na króla, natomiast zwyciężył Francuz Henryk Walezy co było klęską dla monarchii Habsburskiej, która walczyła o dominację w całej środkowej Europie. Sam Maksymilian uczestniczył w drugiej wolnej elekcji w 1575 roku i został wybrany na króla polski, lecz jego przeciwnicy wybrali Stefana Batorego. Maksymilian nie chciał zatwierdzić pactów conventów i starania o polską koronę zakończyła jego śmierć w 1576 roku. Jego następcą był Rudolf II Habsburg, który rozpoczął III wojnę austriacko-turecką w 1593 roku. Przyczyną rozpoczęcia wojny była odmowa płacenia trybutu Turkom. W 1609 roku wydał List majestatyczny na mocy którego dawał pewne swobody protestantom w Czechach i na Śląsku, lecz nie przestrzegał ich co w konsekwencji doprowadziło do wybuchu wojny trzydziestoletniej. Próbował przejąć tron polski prowadząc pertraktacje z Zygmuntem III Wazą. Wskutek choroby został zastąpiony na tronie poprzez brata Macieja. Kolejny na tronie zasiadł Ferdynand II. W czasie wojny trzydziestoletniej działania wojenne toczyły się w Czechach, wybuchło powstanie na Węgrzech, które zostało stłumione przy pomocy lisowczyków wysłanych na pomoc przez króla polskiego w 1620 roku.

## Bitwa pod Wiedniem

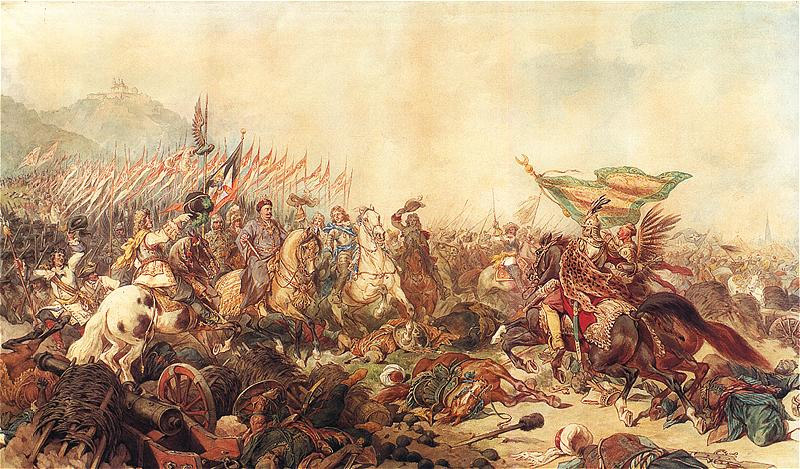
Juliusz Kossak, Sobieski pod Wiedniem, 1882

Tureckie zagrożenie dla Europy Środkowo-Wschodniej nie słabło, w 1683 roku Turcy pod wodzą wezyra Kara Mustafy zagroziły swoimi wojskami bezpośrednio stolicy Austrii. Władca Austrii Leopold poprosił polskiego króla Jana Sobieskiego o pomoc wojskową. Na mocy zawartego traktatu pomiędzy Polską a Austrią Jan Sobieski przybył Austriakom z pomocą.
Po pokonaniu Turków 12 września 1683 pod Wiedniem, wojska pod wodzą Sobieskiego zadały ostateczny cios najeźdźcom ze wschodu w bitwie pod Parkanami w październiku tego samego roku. Zwycięstwa polskiego monarchy zahamowały dalszą ekspansję turecką. Następnego roku, Austria zawiązała z własnej inicjatywy Świętą Ligę, która doprowadziła do kresu ambicji tureckich w Europie, co zostało potwierdzone w 1699 roku pokojem zawartym w Karłowicach. W wyniku postanowień karłowickich do monarchii Habsburskiej wróciły Węgry i Siedmiogród.

## Austria w XVIII wieku
Karol VI Habsburg wydał w 1713 roku sankcję pragmatyczną, która potwierdza nierozdzielność monarchii Habsburskiej. Karol VI ostatecznie podporządkował w 1718 roku całe Węgry próbujące się wyłamać z monarchii. Prowadził zwycięską wojnę z Turcją. Po jego śmierci tron objęła jego córka Maria Teresa, która w wyniku wojny z Prusami straciła Śląsk, co ostatecznie zostało potwierdzone po wojnie siedmioletniej.
Austria w czasie jej panowania zdobyła nabytki terytorialne kosztem Polski. W 1769 roku zajęła miasta spiskie wkraczając bezkarnie na terytorium Polski. Uczestniczyła w 1772 roku w I rozbiorze w którym zabierała Polsce Ruś Czerwoną i Małopolskę, co uzasadniła prawami dynastycznymi korony węgierskiej do tych ziem.
W 1775 roku do monarchii została przyłączona Bukowina. Maria Teresa wprowadziła reformy wewnętrzne ustanawiając urzędy centralne, tworząc Generalny Komisariat Wojenny oraz reformując oświatę.
Następny władca Józef II Habsburg wprowadził kolejne reformy w duchu oświeceniowym, ograniczające wpływy szlachty i Kościoła na władzę państwową. Innymi reformami były reforma edukacji, armii i sądownictwa. Józef II umocnił austriacką monarchię absolutną, choć pod koniec życia, pod wpływem wydarzeń Rewolucji we Francji z części najbardziej śmiałych reform się wycofał. Austria uczestniczyła w III rozbiorze Polski w 1795 roku, prowadząc politykę wyzysku wobec nowych prowincji polskich. Następcy Józefa II uczestniczyli w koalicjach antyfrancuskich, prowadząc wojny z rewolucyjną Francją w latach 1792–1815 (z przerwami).

## Austria w XIX wieku
W wyniku wojen z rewolucyjną Francją Austria stopniowo traciła kolejne terytoria: Niderlandy Austriackie (1795), Lombardię (1796), Tyrol i Wenecję (1805), Prowincje Iliryjskie i ziemie III oraz częściowo I rozbioru Polski (1809). Po proklamowaniu Cesarstwa Francuskiego przez Napoleona, Franciszek II Habsburg ogłosił się cesarzem Austrii (1804). Dwa lata później Napoleon rozwiązał Święte Cesarstwo Rzymskie, którego głową dotychczas byli Habsburgowie. Porażka austriackich wojsk w bitwie pod Austerlitz 2 grudnia 1805 roku przypieczętowała przewagę Napoleona nad Austrią.
Najbardziej dotkliwą klęską Austrii w walce z Napoleonem była wojna roku 1809. Na mocy pokoju z Schönbrunn Cesarstwo Austriackie straciło ziemie na rzecz Francji, Bawarii i Księstwa Warszawskiego.
Po upadku Napoleona w Wiedniu odbył się w 1815 roku kongres, który zdecydował o kształcie mapy Europy.

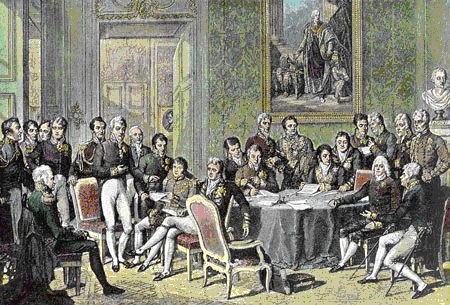
Kongres wiedeński (Jean-Baptiste Isabey, 1819)

W wyniku jego postanowień w miejsce dawnej I Rzeszy utworzono jedynie luźny Związek Niemiecki, na czele którego stanęła Austria. Austria zrezygnowała wówczas z ziem utraconych w Niderlandach i Polsce (odzyskała jedynie Wieliczkę i Tarnopol), w zamian za co umocniła swoją pozycję w północnych Włoszech. Habsburgowie dołączyli również do Świętego Przymierza, którego celem było zachowanie status quo w Europie. Wojska austriackie stłumiły powstania wolnościowe we Włoszech oraz kontrolowały inne podległe narody. Kanclerz Klemens Lothar von Metternich sprawował władzę w Austrii do wybuchu Wiosny Ludów. Władze austriackie prowadziły politykę zgodną z absolutyzmem. Austria kładła kres dążeniom niepodległościowym Polaków, próbując poddać ich germanizacji, podpisała układ w Mnichovo Hradiště na mocy którego zobowiązała się do likwidacji samodzielności Krakowa przy pierwszej lepszej sposobności. W 1846 roku Austriacy przyczynili się do wybuchu rzezi galicyjskiej, a następnie w
wyniku powstania krakowskiego zlikwidowali Rzeczpospolitą Krakowską.
W wyniku wybuchu Wiosny Ludów w Cesarstwie wybuchły demonstracje, wystąpienia mające na celu dopuszczenie do władzy ludu. W Austrii wybuchło powstanie węgierskie stłumione przez wojska Iwana Paskiewicza. Demonstracje miały miejsce w Wiedniu, na ziemiach polskich oraz w Czechach. W trakcie Wiosny Ludów na tron wstąpił Franciszek Józef. Austria w wyniku klęski w wojnie z Francją, zawarła porozumienie w którym Cesarstwo zrzekło się pretensji do Lombardii, zatrzymując jednak Wenecję.
Wojska austriackie walczyły z Danią w drugiej wojnie o Szlezwik w 1864. Po zwycięstwie przez Związek Niemiecki (Królestwo Prus i Cesarstwo Austrii), armia austriacka została zaatakowana przez Bismarcka, a następnie pokonana przez armię pruską pod wodzą Helmutha von Moltke pod Sadową w 1866 roku.
Klęski odnoszone w wojnach przyczyniły się do przekształcania Austrii w monarchie dualistyczną, która utraciła swoje wpływy w Niemczech gdzie przewagę zdobyły Prusy po zwycięstwie nad Austrią. Prusy miały wolną rękę w zjednoczeniu Niemiec, które zjednoczyły się po wojnie z Francją w 1871 roku.

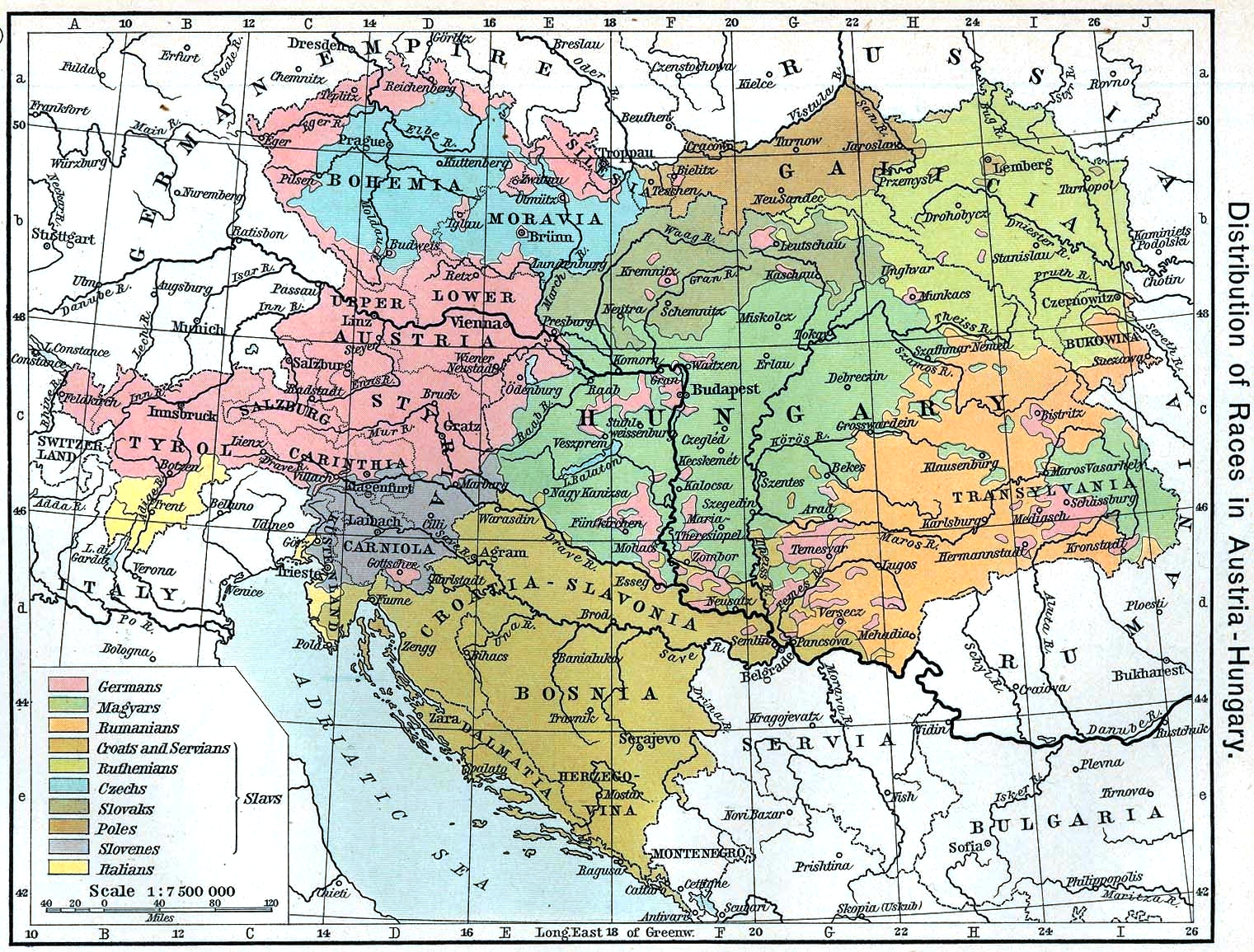
Austro-Węgry w 1911 roku

Po proklamowaniu monarchii Austro-Węgierskiej w 1867 roku, kraj Habsburski zwrócił uwagę na Bałkany, gdzie rozszerzał swoją strefę wpływów. Wówczas na Bałkanach swoje interesy miała także Rosja, która w XIX wieku dążyła do opanowania Konstantynopola. Już w pierwszej połowie XIX Rosja potwierdziła swoje wpływy na południu Europy, pomagając Grekom w uzyskaniu niepodległości i zwyciężając Turków pod Navarino w 1827 roku, co Klemens von Metternich uznał za polityczną klęskę interesów Austrii. W wojnie krymskiej zaostrzyły się stosunki austriacko-rosyjskie, co nie przeszkodziło w uzyskaniu przez Austrię nabytków terytorialnych w postaci Bośni i Hercegowiny (okupacji) w 1878 roku w wyniku wojny rosyjsko-tureckiej. W 1908 roku Bośnia i Hercegowina została włączona do Austro-Węgier. W trakcie I wojny światowej Austro-Węgry biorą udział po stronie państw centralnych przeciwko Rosji.
Mimo podjęcia w I wojnie światowej sprawy polskiej w postaci planów utworzenia monarchii trójczłonowej składającej się z Austrii, Węgier i Polski, monarchia Austro-Węgier rozpadła się, a ostatni cesarz Karol 11 listopada 1918 zrezygnował z udziału w rządach.

## Austria po I wojnie światowej
W wyniku postanowień Traktatu z Wersalu, Austria stała się państwem nieliczącym się na arenie europejskiej.
W 1918 roku powstał plan Karla Rennera i Otto Bauera („Zagadnienie narodowości a socjaldemokracja”) utworzenia w ramach państwa austro-węgierskiego federacji narodów (zakończył się fiaskiem). Planowi zbudowania 15 kantonów narodowościowych przewodził Aurel Popovici. Na propozycję nie przystali głównie Węgrzy, którzy straciliby w wyniku reformy kluczową pozycję w związku z Austrią. Wówczas nastąpiło stopniowe odłączanie się krajów wchodzących w skład Austro-Węgier. Powstały nowe kraje: Czechosłowacja, Polska i Królestwo SHS. Natomiast większość niemieckojęzycznych terytoriów cesarstwa uformowała republikę z socjaldemokratą Karlem Rennerem na czele.
Austria podpisała traktat z Saint-Germain-en-Laye, w którym zgodziła się ze stratami terytorialnymi, ograniczeniem liczby wojska oraz z zakazem połączenia się z Niemcami. Kolejno nastąpiły plebiscyty w Karyntii i w Burgenlandzie wygrane przez Austrię. Oba kraje związkowe w większości zostały przyłączone do Austrii (Karyntia powróciła, natomiast Burgenland był wcześniej terytorium węgierskim, na którym przeważała ludność niemieckojęzyczna).
Przez cały okres międzywojenny w Austrii narastały tendencje do połączenia się z Niemcami, co w konsekwencji doprowadziło do Anschlussu Austrii przez III Rzeszę Adolfa Hitlera 12 marca 1938 roku. Austria weszła w skład tzw. Wielkich Niemiec. Jesienią 1938 do Austrii przyłączona została południowa część zamieszkanego przez Niemców pogranicza odebranego Czechosłowacji (→ Kraj Sudetów) W czasie II wojny światowej w Austrii istniał obóz koncentracyjny Mauthausen-Gusen.
Austria w wyniku klęski Niemiec została zajęta w kwietniu 1945 roku przez wojska radzieckie. Żołnierze Armii Czerwonej dopuścili się przy tej okazji szeregu rabunków i gwałtów. Szacuje się, że około 100 tys. austriackich kobiet i dziewcząt ucierpiało z rąk żołnierzy 2. i 3. Frontu Ukraińskiego. Terytorium austriackie zostało podzielone na cztery strefy okupacyjne.

## Austria po II wojnie światowej

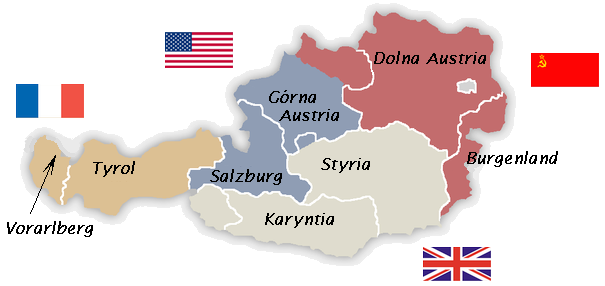
Podział Austrii na 4 strefy okupacyjne w latach 1945–1955

Pierwszym prezydentem powojennej Austrii został Karl Renner, kraj uczestniczył w planie Marshalla, co spowodowało wycofanie się komunistów z rządu Leopolda Figla. 15 maja 1955 został podpisany Traktat państwowy w sprawie odbudowy niezawisłej demokratycznej Austrii przez ministrów spraw zagranicznych ZSRR, Wielkiej Brytanii, USA, Francji i Austrii. To w konsekwencji spowodowało neutralność Austrii. Armia Radziecka wycofała się z terytorium kraju. 15 grudnia 1955 roku Austria została przyjęta do ONZ i w 1960 roku do EFTY. W 1961 roku w Wiedniu odbyła się konferencja międzynarodowa z udziałem Johna F. Kennedy’ego i Nikity Chruszczowa. W 1968 roku wyrażono zgodę na powrót do kraju Ottona Habsburga.
W 1973 roku podczas konfliktu żydowsko-arabskiego, Austria poparła Arabów co spowodowało pogorszenie się stosunków z Izraelem, który był popierany przez kraje Europy Zachodniej. W 1986 roku prezydentem Austrii zostaje Kurt Waldheim, były sekretarz ONZ. W 1995 roku Austria weszła do Unii Europejskiej.
W 2000 roku kanclerzem został Wolfgang Schüssel (ÖVP – Partia Ludowa), który przerwał prym rządzenia socjaldemokratycznych (SPÖ) kanclerzy od 1970 roku (Bruno Kreisky, Fred Sinowatz, Franz Vranitzky oraz Viktor Klima). Za koalicji ludowców (ÖVP), którzy zdobyli 26,9% głosów w wyborach parlamentarne w 1999, z FPÖ (Wolnościowej Partii Austrii), którzy także zdobyli 26,9% (różnica 415 głosów), rozpoczął się prawie roczny bojkot Austrii na forum Unii Europejskiej zakończony po opublikowaniu raportu „trzech mędrców”.

## Austria w XXI wieku

### Koalicja ÖVP-FPÖ
1 stycznia 2002 Austria przystąpiła do unii monetarnej wewnątrz Unii Europejskiej, zmiana szyling austriackiego na euro. W 2002 roku nastąpił kryzys rządowy w Austrii w związku z odroczeniem reformy podatkowej. Na zjeździe FPÖ za sprawą krytyki Jorga Haidera ministrów FPÖ w rządzie, doszło do odejścia FPÖ z koalicji. Ponowne przedterminowe wybory z 24 listopada 2002 roku do Rady Narodowej wygrali chadecy (ÖVP) z 42,3 procentowym poparciem społeczeństwa. Natomiast klęskę odniosło FPÖ (10%). Drugie miejsce zajęła socjaldemokracja (36,5%). Mimo takiego rozwoju wyborów odnowiono starą koalicję. W wyniku kolejnych lat rządzenia koalicji w Austrii zanotowano ożywienie gospodarki, spadek bezrobocia do tego poziomu, że w Austrii zatrudniano więcej Niemców, niż Austriaków w Niemczech. Słaba pozycja FPÖ w koalicji doprowadziła do rozłamu w szeregach Austriackiej Partii Wolnościowej. Grupa Haidera 4 kwietnia 2005 założyła nową partię – Sojusz na rzecz Przyszłości Austrii (BZÖ). Mimo odejścia kilku kolejnych ministrów Wolfganga Schüssela, kanclerz z powodzeniem pokierował pracami Unii Europejskiej, podczas przewodnictwa Austrii w pierwszej połowie 2006 roku.

### Koalicja SPÖ-ÖVP
1 października 2006 roku miały miejsce wybory parlamentarne, które wygrali socjaldemokraci (SPÖ) (35,3%), nieznacznie wyprzedzając chadeków (ÖVP) (34,2%). Partia Haidera BZÖ zanotowała 4,1%. Po ustąpieniu w styczniu 2007 Schüssela, nowym kanclerzem został Alfred Gusenbauer reprezentujący SPÖ, która do koalicji zaprosiła chadeków. 16 czerwca 2008 z powodu spadku notowań SPÖ, Werner Faymann zastąpił Alfreda Gusenbauera na stanowisku przewodniczącego socjaldemokratów. 7 lipca 2008, Wilhelm Molterer ogłosił wyjście Austriackiej Partii Ludowej (ÖVP) z „wielkiej koalicji”. Głównym powodem była rozbieżność w sprawie stosunku do ratyfikacji Traktatu Lizbońskiego. SPO domagała się ponownej ratyfikacji traktatu w referendum, po wprowadzeniu do niego ewentualnych zmian, po odrzuceniu go w referendum irlandzkim w 12 czerwca 2008. ÖVP wykluczała natomiast organizację powszechnego głosowania. W tej sytuacji 9 lipca 2008 parlament austriacki podjął decyzję o rozpisaniu wcześniejszych wyborów parlamentarnych na dzień 28 września 2008. Kanclerz Gusenbauer 7 lipca 2008 zapowiedział, że nie będzie ubiegał się jednak o reelekcję na stanowisku kanclerza i wysunął na ten urząd kandydaturę Wernera Faymanna.
Po zwycięstwie SPÖ (29,43%) w wyborów parlamentarnych i ponownym zawiązaniu „wielkiej koalicji” przez SPÖ i ÖVP (25,99%), Werner Faymann 2 grudnia 2008 zastąpił Gusenbauera na stanowisku kanclerza. Wybory do Parlamentu Europejskiego z 7 czerwca 2009 potwierdziły dominacje partii koalicyjnych na scenie politycznej. W wyborach prezydenckich z 25 kwietnia 2010 reelekcję zapewnił sobie na kolejne sześć lat Heinz Fischer z SPÖ.
Kolejne wybory parlamentarne odbyły się 29 września 2013 i zakończyły się ponownym zwycięstwem ugrupowań rządzących, tworzących „wielką koalicję” – socjaldemokratów (SPÖ) i ludowców (ÖVP). Oba ugrupowania uzyskały najsłabsze wyniki wyborcze od 1945, niemniej posiadały niekwestionowaną przewagę w parlamencie. W kolejnych wyborach w 2017 roku obie partie "wielkiej koalicji" ponownie zdobyły najwięcej głosów. Wybory zakończyły się zwycięstwem ludowców (ÖVP), którzy utworzyli rząd z Wolnościową Partią Austrii| (FPÖ).